# Rafael Guerra del Río
Rafael Guerra del Río (Las Palmas de Gran Canaria, 1885 - Madrid, 1955) va ser un polític espanyol.

## Biografia
D'idees republicanes, va formar part del Partit Republicà Democràtic Federal de Canàries i fundà el periòdic El Galeoto. El 1904 es traslladà a Barcelona per a estudiar dret, on va ingressar al Partit Republicà Radical d'Alejandro Lerroux, qui el va fer redactor de La Rebeldía; a més, fundarà i dirigirà Revolución. Cap del sector més extremista dels radicals, fou força actiu durant els fets de la Setmana Tràgica de 1909, fent un míting a Sabadell el 23 de juliol demanant la proclamació de la República. Tot i que fou detingut, va ser absolt, però no fou processat. Es dedicà a defensar als radicals implicats en els fets de la Setmana Tràgica. En 1915 presidirà la Joventut Radical del Camp de l'Arpa. Des d'aquest càrrec es va convertir en el líder de les Joventuts Republicanes Radicals (Jóvenes Bárbaros). Fou elegit diputat provincial per Barcelona en 1911 i regidor en 1917. En 1919 presidirà la Junta Local de Reformes Socials i actuarà de mediador en el conflicte de la vaga de la Canadenca. Va ser processat per haver protestat per la neutralitat espanyola durant la Primera Guerra Mundial, la qual cosa li va valer el desterrament de Barcelona.
Diputat a Corts per la circumscripció de Canàries a les eleccions generals espanyoles de 1920 i 1923, amb la proclamació de la II República va tornar a ser escollit parlamentari a les eleccions de 1931, 1933 i 1936 per la circumscripció de Las Palmas.
Membre del Partit Republicà Radical va ser ministre d'Obres Públiques als successius governs que, entre el 12 de setembre de 1933 i el 4 d'octubre de 1934, van presidir Lerroux, Martínez Barrio i Ricardo Samper. Entre el 3 d'abril i el 6 de maig de 1935 tornaria a ocupar la cartera d'Obres Públiques en el gabinet que novament presidiria Lerroux.
A les eleccions de 16 de febrer de 1936 va ser un dels quatre radicals que van obtenir l'acta de diputat. Durant la guerra va ser lleial a la República i va assistir a les sessions de Corts. Va viure exiliat a França del 1939 al 1946. Aquest any va tornar a Espanya, si bé va abandonar tota activitat política, dedicant-se a l'advocacia.